# Comitato nazionale di coordinazione delle forze di cambio democratico
Il Comitato nazionale di coordinazione delle forze di cambio democratico (arabo: هيئة التنسيق الوطنية لقوى التغيير الديمقراطي) è un blocco politico siriano presieduto da Hassan Abdel Azim consistente di 13 partiti politici di sinistra e di giovani attivisti e politicamente indipendenti.

## Partiti costituenti
| Nome                                        | Rappresentante        |
| ------------------------------------------- | --------------------- |
| Unione Socialista Arabo Democratica         | Hassan Abdul Azim     |
| Partito dei Lavoratori Rivoluzionario Arabo | Tariq Abu Al-Hassan   |
| Partito Laburista Comunista                 | Abdul-Aziz al-Khair   |
| Movimento Socialista Arabo                  | Munir al-Bitar        |
| Partito dell'Unione Siriano                 |                       |
| Partito del Popolo Democratico Siriano      |                       |
| Insieme per una Siria Democratica e Libera  | Munther Khaddam       |
| Partito dell'Unione Democratica             | Salih Muslim Muhammad |
| Assemblea di Sinistra Marxista              |                       |
| Partito Ba'ath Arabo Socialista Democratico | Ibrahim Makhous       |